# Marstall München

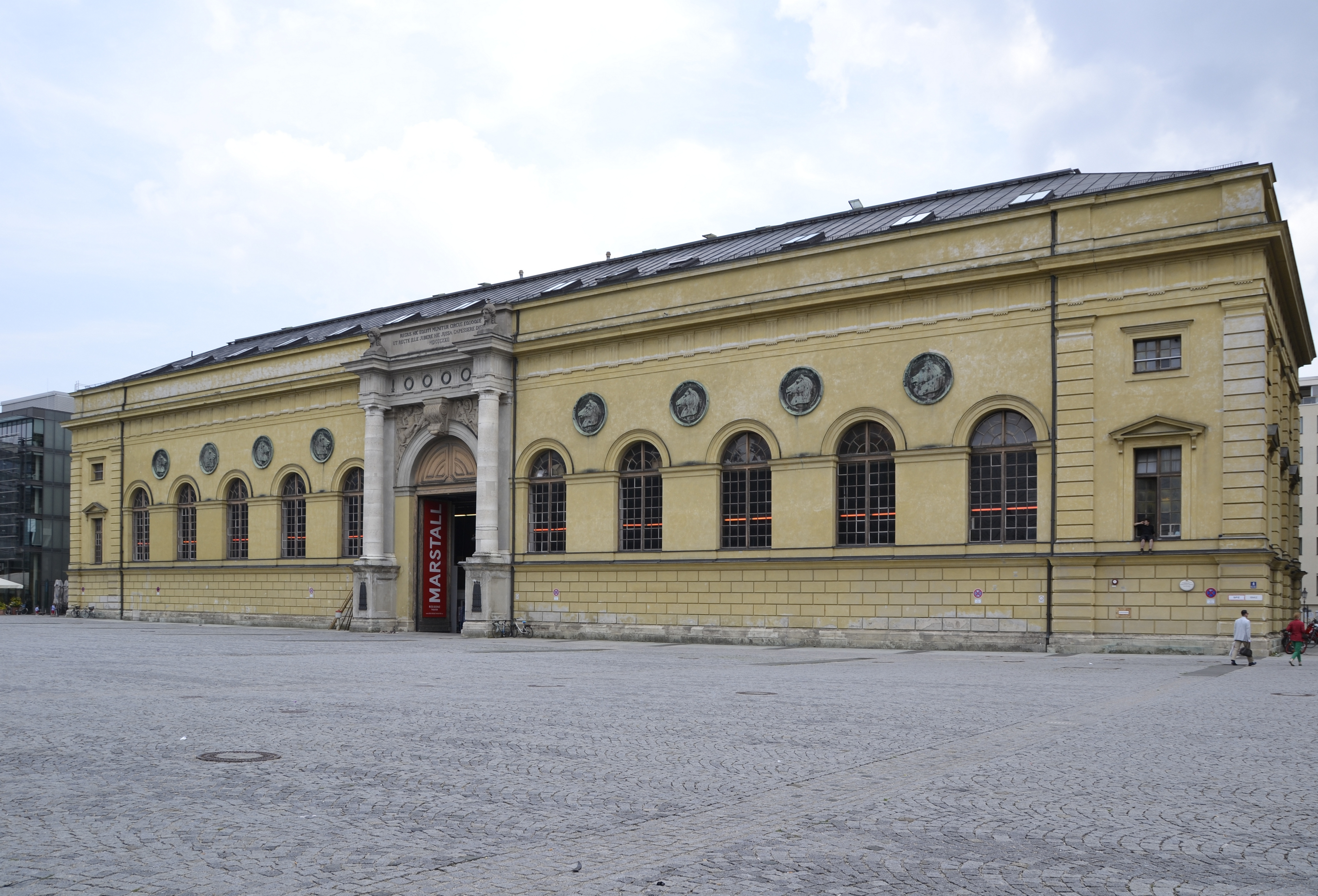
Marstall, vedlejší budova Královské rezidence Mnichov

Marstall München je vedlejší budova Královské rezidence Mnichov, bývalá dvorní jízdárna (Hofreitschule) a konírna (Marstall).

## Historie
Budova dnes známá jako Marstall je bývalá královská konírna se stájemi, jízdárnou, kočárovnou a administrativou. Klasicistní budova byla postavena v letech 1817 až 1822 architektem Leo von Klenze jako náhrada za bývalý turnajový dům (Turnierhaus). Za druhé světové války byla při náletech v dubnu 1944, z velké části zničena. Znovu postavena byla letech 1969/70 při zachování původního exteriéru.

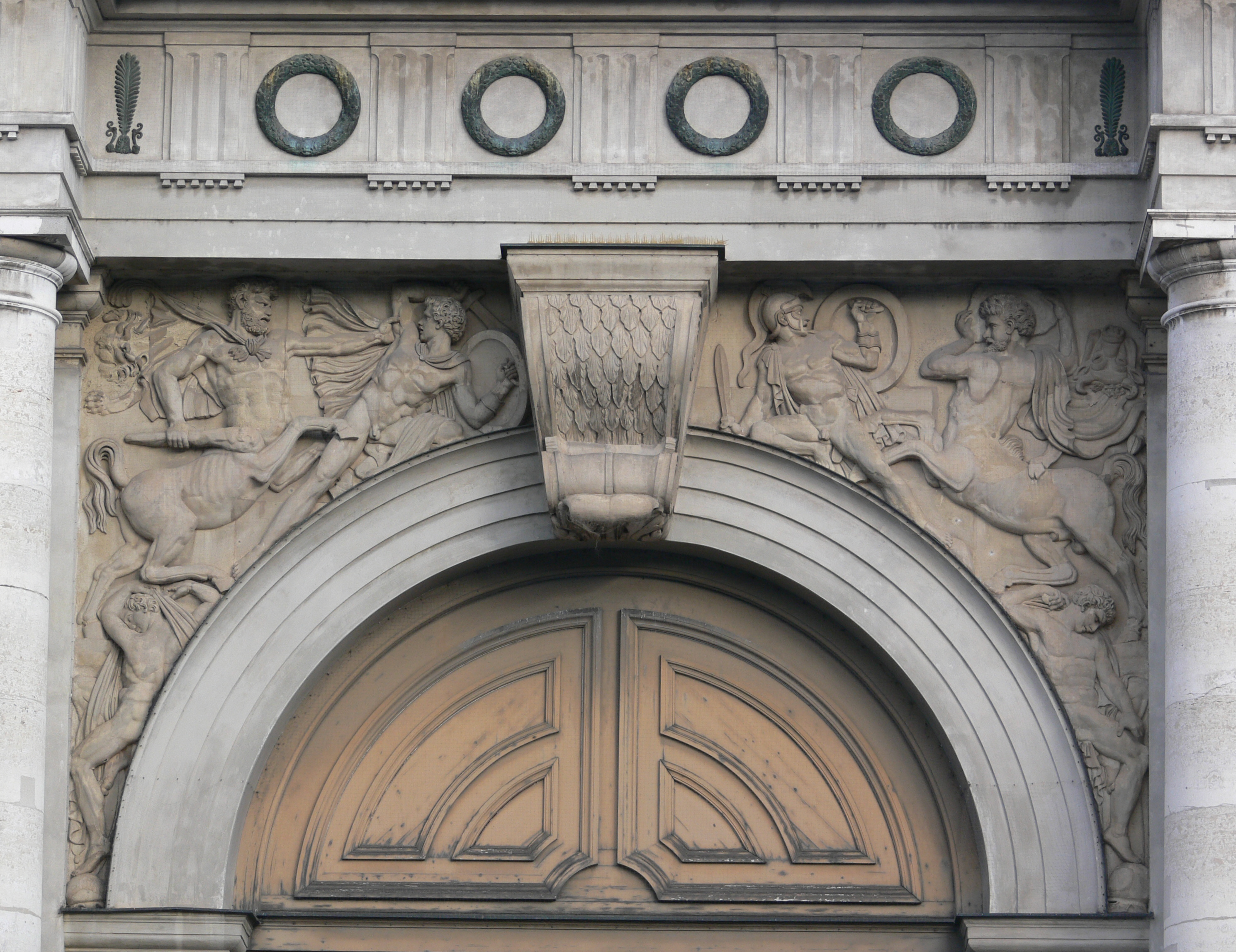
Marstall Mnichov, portál

Budova s monumentálním klenutým portálem, s bustami Kastora a Polluxe, je jedním z nejvyspělejších raných děl architekta Klenze. Plastická výzdoba, osm kruhových bronzových reliéfů s koňskými hlavami mezi okenními archivoltami a kamenné reliéfy, které ve cviklech portálu představují bitvu kentaurů a lapithů . (Kampf der Kentauren und Lapithen) , je dílem malíře a sochaře Johanna Martina von Wagnera.

## Původní využití
Kromě budovy jízdárny, nyní známé jako Marstall München, měl Mnichov jižně od Národního divadla
- ještě „starý Marstall“ (Alte Münze), postavený kolem roku 1580 (rok, v němž byl jmenován první vrchní stájový mistr). Když se Marstall přestěhoval, byl v budově Mincovní úřad (Münzamt) a dnes v ní je Bavorský zemský úřad pro památkovou péči (Bayerisches Landesamt für Denkmalpflege).

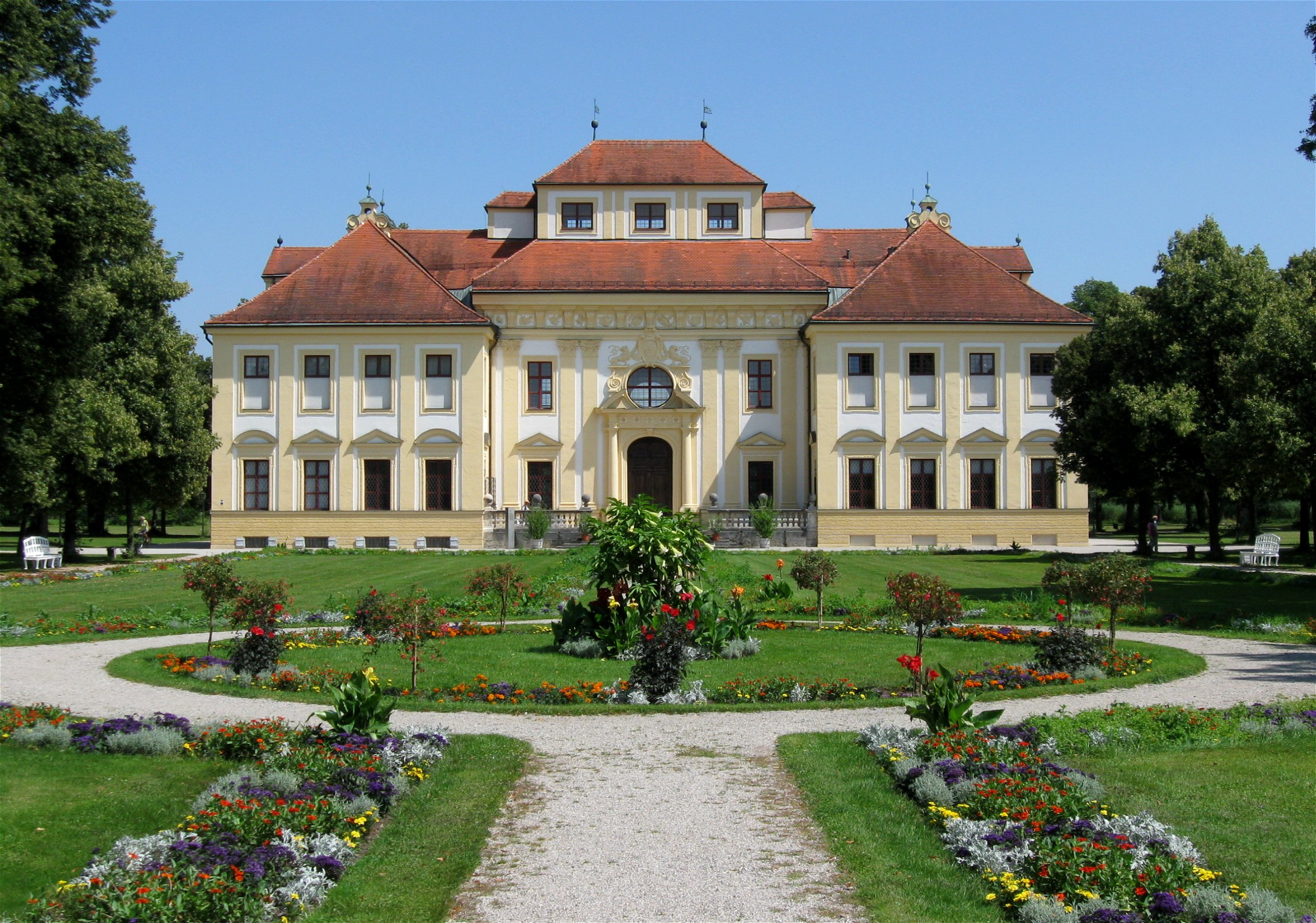
Zámek Lustheim

- Dále skutečnou „novou konírnu“ (neuen Marstall) jakožto nástupnický stavební komplex za starou konírnu, který na dvou stranách lemoval budovu jízdárny ve tvaru písmene L (včetně kočárovny na protější straně ulice Marstallstrasse).
- Dále Marstall v zámku Nymphenburg, kde dnes sídlí muzeum (Marstallmuseum).

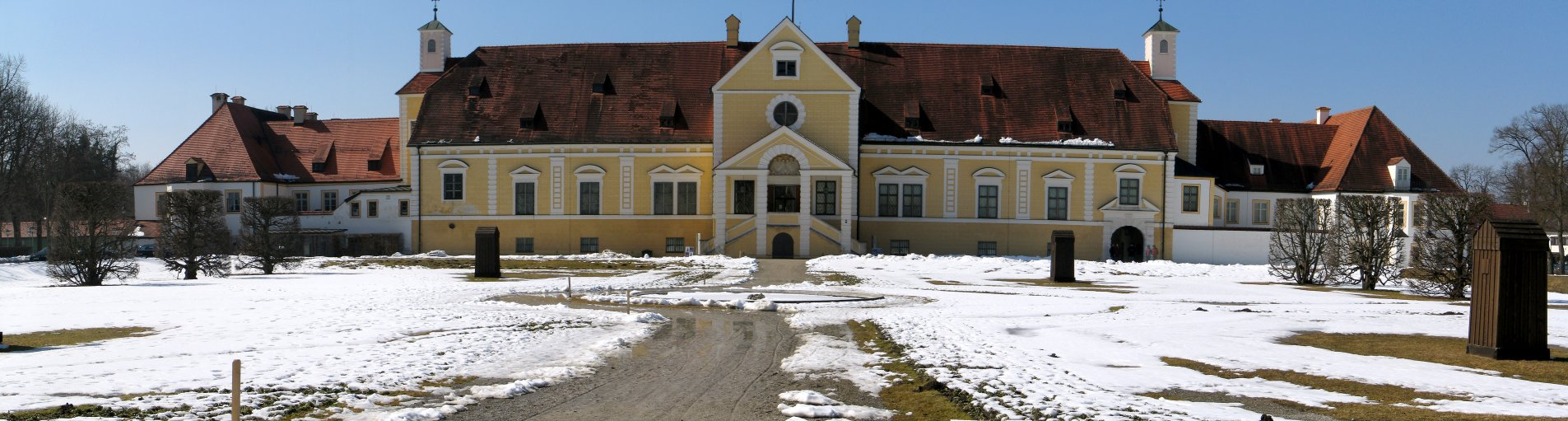
Starý zámek Schleissheim

- Další konírnu (Marstall) v zámku Lustheim (Schloss Lustheim), z níž se zachovala pouze jedna budova (der Schöne Stall), která měla prostor pouze pro asi 16 koní a dále zde ještě jsou stáje ve starém zámku Schleißheim (Altes Schleißheimer Schloss)

Konírna měla mnoho zaměstnanců. Jejich počet kolísal podle významu Bavorska. V hierarchické řadě lze mezi jezdecký personál započítat: Nejvyšší štolba (Oberststallmeister), jeho zástupce (Vizestallmeister) případně aristokratický štolba (obě pozice nebyly vždy k dispozici), štolba (Stallmeister) nebo štolmistr, vrchní podkoní a podkoní.Počet kočárů na konci monarchie v roce 1918 byl kolem 300; některé z nich však byly nepojízdné. Nejnověji byla stájemi spravována i motorová vozidla

## První Marstallmuseum v Mnichově
S pádem monarchie však jízda ve stájích skončila. Od roku 1923 do roku 1940 zde bylo umístěno muzeum (Marstallmuseum), ve kterém mohli návětěvníci obdivovat nádherné kočáry bývalých králů. Muzeum se nyní nachází v jižním křídle zámku Nymphenburg.
Během bombardování za druhé světové války byla budova těžce poškozena. Po její provizorní opravě, byla  po mnoho let využívána státními divadly jako montážní hala, sklad dřeva a pro skladování dekorací. Znovu postavena byla letech 1969/70 při zachování původního exteriéru.

## Experimentální scéna
Ke konci ruku 1960 hledalo mnoho umělců alternativní scénu pro nová experimentální díla a v roce 1972 byla v rámci kulturního programu olympijských her v Mnichově slavnostně otevřena nová experimentální scéna, Marstall. Vznikla tak třetí scéna divadla Residenztheater. V horních patrech budovy je sklad rekvizit a dílny, ve kterých vznikají všechny sady scén pro divadlo Residenztheater.